# Haydns Papagei

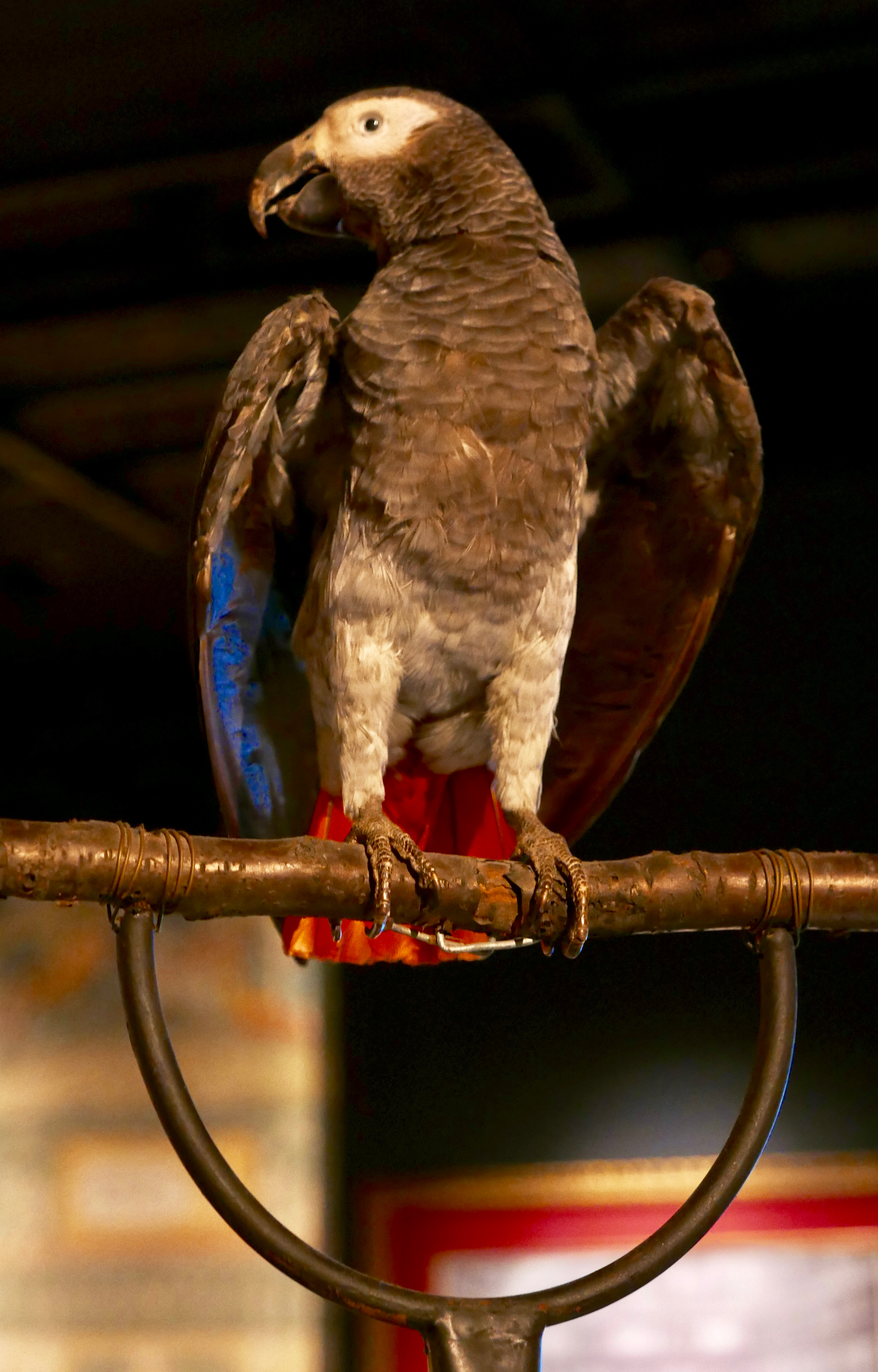
Haydns Papagei (Präparat), im Haus der Musik in Wien

Haydns Papagei war ein Kongo-Graupapagei, den Joseph Haydn von einem Aufenthalt in London nach Wien mitbrachte. In seinem Haus in der Wiener Vorstadt Windmühle hielt er den Papagei in einem Käfig aus Blech.

## Geschichte
Haydn und sein Diener Josef Elsler unterrichteten den gelehrigen Vogel. Es existieren zahlreiche zeitgenössische Anekdoten über den Vogel, in denen berichtet wird, dass der Papagei verschiedene Wörter in mehreren Sprachen ausrufen und Melodien, die Haydn am Klavier einübte, nachpfeifen konnte. Bei Gesellschaften in Haydns Haus soll er, wenn ein Toast auf den Kaiser ausgesprochen und das Glas erhoben wurde, die Melodie zu Gott erhalte Franz den Kaiser gepfiffen haben, die Haydn 1797 komponierte.
Der exotische Vogel erregte aufgrund seiner Sprachbegabung in der Wiener Gesellschaft große Aufmerksamkeit. Der Graupapagei war dafür bekannt, dass er Komm, Haydn Papa zum schönen Paperl und Papa Haydn laut ausrufen konnte.
Joseph Haydn scheute keine Mühen, die Gesundheit des Vogels wiederherzustellen, als dieser einmal ernsthaft erkrankt war. Er ließ den Tiroler Vogelhändler Haßberger nach Wien kommen, um den Vogel wieder gesundzupflegen.
Nach dem Tod von Joseph Haydn im Mai 1809 gehörte der exotische Vogel zum Nachlass, der in der so genannten Verlassenschaftsabhandlung aufgeführt wurde. Versteigert wurde der Papagei schließlich für den enormen Preis von 1415 Gulden – das entspricht heute etwa 32.500 Euro – an den Fürsten Johann zu Lichtenstein, einem Schwager des Fürsten Esterházy. Der Graupapagei erzielte damit einen höheren Preis als Haydn seinerzeit für sein gesamtes Wohnhaus bezahlt hatte.
Die exotischen und wertvollen Vögel waren in Musikerkreisen begehrt. Über Jean-Philippe Rameaus Papagei Cacotte wurde berichtet, dass er Stücke aus der Arie Tristes apprêts, pâles flambeaux aus der Oper Castor et Pollux krächzen konnte. Giuseppe Verdi soll einen grünen Papagei besessen haben, der die Melodie La donna è mobile aus Rigoletto pfeifen konnte. Auch Richard Wagner besaß einen Papagei, der die Worte Richard und Freiheit ausrufen und auch eine kurze Sequenz aus der Oper Rienzi pfeifen konnte.
Der präparierte Papagei ist heute als Exponat im Haydn-Zimmer im Wiener Haus der Musik ausgestellt.

## Rezeption
Im Haydn-Jahr 2009 wurde von Wilfried Ploderer die an Haydns Papagei erinnernde Skulptur Daddybird geschaffen und an Förderer, Leihgeber und verdienstvolle Mitarbeiter des Haydn-Jahres als Geschenk ausgegeben.
Die Lyrikerin Susanne Stephan griff 2015 die Geschichte um den exotischen Vogel thematisch auf und wählte sie als Titel für ihren dritten Gedichtband.